# Дружинина
Дружи́нина (рос. Дружинина) — присілок у складі Шатровського району Курганської області, Росія. Входить до складу Шатровської сільської ради.
Населення — 103 особи (2010, 173 у 2002).
Національний склад станом на 2002 рік: росіяни — 100 %.